# Cantó de Talmont-Saint-Hilaire
El cantó de Talmont-Saint-Hilaire és un cantó francès del departament de la Vendée, situat al districte de Les Sables-d'Olonne. Té 9 municipis i el cap és Talmont-Saint-Hilaire. La resta de municipìs són Avrillé, Le Bernard, Grosbreuil, Jard-sur-Mer, Longeville-sur-Mer, Poiroux, Saint-Hilaire-la-Forêt, Saint-Vincent-sur-Jard i Talmont-Saint-Hilaire.
| Data d'elecció                           | Identitat                      | Partit                        | Qualitat |
| ---------------------------------------- | ------------------------------ | ----------------------------- | -------- |
| 1945-1967                                | Paul de Lézardière             | RPF, després divers droite    |          |
| 1967-2004                                | Jean Thibaud de La Rochethulon | UDF-PR, després Divers droite |          |
| 2004-                                    | Pierre Berthomé                | Divers droite                 |          |
| les dades anteriors no són pas conegudes |                                |                               |          |
|                                          |                                |                               |          |

| A partir de 1990: Població sense dobles comptes |